# Le Miroir aux alouettes (film, 1959)
Ne doit pas être confondu avec Le Miroir aux alouettes.
Pour les articles homonymes, voir Azzurra.
Pour plus de détails, voir Fiche technique et Distribution.
Le Miroir aux alouettes (titre original : Costa Azzurra) est un film italien de Vittorio Sala, sorti en 1959.

## Synopsis
Trois couples de passage sur la Côte d'Azur : 
- Léopold et Adeline (Giorgia Moll), un jeune couplle sicilien en voyage de noces retrouvent Nicola, le frère d'une camarade d'école d'Adeline.
- Alberto (Alberto Sordi) et Giavanna ont quitté leur commerce de fruits et légumes pour tenter des essais cinématographiques avec un metteur en scène.
- Maurice (Georges Marchal) et la vedette  Rita Elmont se retrouvent avant que, finalement, celle-ci retourne à son mari.

## Fiche technique
- Réalisation : Vittorio Sala

## Distribution
- Alberto Sordi  (VF : Michel Roux) : Alberto
- Giovanna Ralli :  Giovanna, épouse d'Alberto, candidate actrice
- Georges Marchal  (VF : lui-même) : Maurice Mont-Bret, amant de Rita
- Rita Gam  (VF : Nadine Alari) : Rita Elmont, vedette, maîtresse de Maurice
- Tiberio Murgia  (VF : Albert Augier) : Leopoldo Cinquemani, Scicilien en voyage de noces
- Giorgia Moll : Adelina, épouse de Leopoldo
- Franco Fabrizi  (VF : Roland Menard) : Nicola Ferrara, ami d'Adelina
- Elsa Martinelli  (VF : Jacqueline Ferriere) : Doriana
- Antonio Cifariello : Gino
- Luciana Angiolillo  (VF : Lita Recio) : Susan
- Jacques Berthier  (VF : lui-même) : Pierre Morand
- Lorella De Luca : Lisa
- Nino Besozzi (VF : Pierre Morin)  : Carsoli
- Luciano Mondolfo  (VF : Roger Treville) : Maestri, metteur en scène homosexuel du film
- Roberto Podio (VF : Serge Lhorca) : l'ami de Gino
- Antonio Acqua (en) (VF : Lucien Bryonne) : le passager du train
- Arnaud Griesabach : l'assistant du mettteur en scène

## En bref
Les extérieurs ont été tournés à Sabinov en Slovaquie.